# Асеваль, Эмилио
Эмилио Асеваль Марин (исп. Emilio Aceval Marín, 16 октября 1853 — 15 апреля 1931) — парагвайский государственный деятель, президент Парагвая (1898—1902).

## Биография
Родился в 1853 году в Асунсьоне, брат знаменитого парагвайского дипломата Бенхамина Асеваля, внесшего большой вклад в решение в пользу Парагвая спора о регионе Чако; сын Леонардо Асеваля и Моники Марин. Во время Парагвайской войны в возрасте 13 лет вступил в армию, участвовал в ряде сражений, попал в плен. После войны обнаружил, что дом его родителей в Асунсьоне разграблен, но родственники помогли ему выехать на учёбу в Аргентину. Затем он совершил путешествие в Европу и США, и вернулся на родину в 1881 году, где занялся фермерством, став крупным землевладельцем.
Во время президентства генерала Эгускисы стал в его кабинете министром финансов, а также министром армии и флота. В 1898 году сам был избран президентом страны. При нём был принят закон о колонизации, который позволил привлечь в страну большое количество иммигрантов из Италии, однако страна также пережила эпидемию бубонной чумы. С 1 января 1901 года в Парагвае была официально введена метрическая система мер, заменившая остававшиеся со времён испанского колониального владычества унции, мили и т. п.
9 января 1902 года в столице был сформирован революционный комитет в составе генералов Кабальеро и Эскобара, а также полковника Эскурры, который отстранил Асеваля от власти.